# Symbolsk kapital
 Der er for få eller ingen kildehenvisninger i denne artikel, hvilket er et problem. Du kan hjælpe ved at angive troværdige kilder til de påstande, som fremføres i artiklen.

Symbolsk kapital kan være en hvilken som helst form for egenskab eller handling, som medlemmerne i en gruppe tilskriver positiv såvel som negativ værdi. Eksempler på disse kan være anerkendelse, prestige eller lignende. Symbolsk kapital er ofte et resultat af de andre kapitaler, som kulturel-, social- og økonomiskkapital. Pierre Bourdieu er faderen til begreberne.
| Samfundsvidenskab | Spire Denne artikel om samfundsvidenskab er en spire som bør udbygges. Du er velkommen til at hjælpe Wikipedia ved at udvide den. |